# (72574) 2001 EJ16
(72574) 2001 EJ16 – planetoida z pasa głównego asteroid okrążająca Słońce w ciągu 4,68 lat w średniej odległości 2,8 j.a. Odkryta 15 marca 2001 roku.